# Theridion rabuni
Theridion rabuni är en spindelart som beskrevs av Chamberlin och Ivie 1944. Theridion rabuni ingår i släktet Theridion och familjen klotspindlar. Inga underarter finns listade i Catalogue of Life.